# World's Only Female Tribute to Iron Maiden
World's Only Female Tribute to Iron Maiden é o primeiro álbum da banda cover americana composta só por mulheres The Iron Maidens. O álbum conta com faixas selecionadas pela banda britânica Iron Maiden. Michael Kenney, tecladista do Iron Maiden aparece como convidado na versão japonesa do álbum.
O álbum foi gravado pela terceira geração da banda, que era formada de co-fundadoras dentre elas Linda McDonald (bateria), Sara Marsh (guitarra) e Josephine Draven (guitarra), juntamente com Wanda Ortiz no baixo e Aja Kim nos vocais.

## Lista de faixas
Todas as faixas escritas por Steve Harris, exceto onde indicado:

### Lançamento 2005 DRZ Records
1. "The Number of the Beast" – 5:02 
  - Introdução narrada por Aja Kim
2. "2 Minutes to Midnight" (Bruce Dickinson, Adrian Smith) – 6:09
3. "Children of the Damned" - 4:42
4. "The Trooper" - 4:12
5. "Wasted Years" (Smith) - 5:06
6. "Killers" (Paul Di'Anno, Harris) - 5:05
7. "Aces High" - 5:17 
  - Começa com o discurso de Winston Churchill
8. "Phantom of the Opera" – 7:17
9. "Run to the Hills" – 3:55
10. "Hallowed Be Thy Name" – 06:41
11. "Remember Tomorrow" (Live) (Di'Anno, Harris) 05:26 
  - Faixa escondida que é tocada aproximadamente dois minutos depois  de "Hallowed Be Thy Name"

### Lançamento 2006 Powerslave Records
1. "The Number of the Beast" – 5:03
2. "2 Minutes to Midnight" (Dickinson, Smith) – 6:09
3. "Children of the Damned" - 4:43
4. "The Trooper" - 4:12
5. "Wasted Years" (Smith) - 5:08
6. "Killers" (Di'Anno, Harris) - 5:05
7. "Aces High" - 5:19
8. "Phantom of the Opera" – 7:17
9. "Run to the Hills" – 3:54
10. "Hallowed Be Thy Name" – 6:42
11. "Remember Tomorrow" (Live) (Di'Anno, Harris) - 5:27
12. "Seventh Son of a Seventh Son" (Live) - 10:40
13. "Genghis Khan" (Live Rehearsal) - 4:14
  - Contém uma parte de "Where Eagles Dare"

## Créditos

### Banda
- Aja Kim (conhecida como Bruce Lee Chickinson) – vocais
- Sara Marsh (conhecida como Mini Murray) – guitarra; backsing vocals em "The Number of the Beast"
- Josephine Draven (conhecida como Adrienne Smith) – guitarra
- Elizabeth Schall (conhecida como Adrianne Smith) - guitarra (Creditada na versão japonesa)
- Wanda Ortiz (conhecida como Steph Harris) – baixo
- Linda McDonald (conhecida como Nikki McBurrain) – bateria

com
- Michael Kenney - keyboards on "Seventh Son of a Seventh Son"